# Cobaltoteràpia
La cobaltoteràpia és una tècnica de radioteràpia externa, actualment en desús,que utilitza la radiació gamma emesa per una font encapsulada de cobalt-60 (60Co) per a tractaments oncològics. Actualment la cobaltoteràpia ha estat substituïda per la radioteràpia amb acceleradors lineals i s'han introduït tècniques com la IGRT (Image Guide Radiation Therapy), IMRT (Intensity Modulated Radiation Therapy) o VMAT (Volumetric Modulated Arc Therapy).
El radioisòtop 60Co té un període de semidesintegració de 5,27 anys, fet que fa que les fonts emprades pels tractaments tinguin una vida útil limitada, donat que la seva activitat va decaient amb el temps; és per això que, per no perdre l'eficiència en els tractaments oncològics, les fonts s'han d'anar substituint amb una certa periodicitat.
En l'espectre de desintegració del 60Co s'emeten dos fotons d'energia 1,17 i 1,33 MeV respectivament, que són els que tenen aplicació clínica pels tractaments. Els equips de cobaltoteràpia fan servir fonts que tenen una activitat de 100 a 400 TBq (3.000 a 10.000 Ci)

## Equips de cobaltoteràpia
Els equips tenen un braç amb un capçal on s'allotja la font de 60Co, dins un blindatge generalment amb urani empobrit. El capçal disposa d'un sistema d'entrada i sortida de la font amb un obturador i un sistema de col·limació. A més, l'equip té una consola de control i una taula de tractament.
La font s'allotja dins el capçal blindat, generalment d'acer i amb urani empobrit per reduir la radiació quan la font es troba en la posició de parada, i passa a la posició d'exposició per realitzar els tractaments.
L'equip amb la font s'ubica dins un recinte blindat i la consola de control es troba a l'exterior, amb visualització del malalt des de la zona de control.

## Avantatges i inconvenients
Els avantatges dels equips de cobaltoteràpia eren la simplicitat, la facilitat de manteniment i les poques avaries dels equips. Com a desavantatges hi ha la penombra, insuficient penetració a cas de tumors profunds i la modulació limitada al cas de volums de perfils complexos, a més, generen un problema de gestió de les fonts radioactives decaigudes i fora d'ús.

## Història
El 60Co es produïa irradiant cobalt natural (59Co). Al 1949 Val Mayncortd i André Cipriani van mesurar la radiació emesa pel cobalt-60 i van trobar fotons de 1,2 i 1,3 MeV; Mayneord, en conferències a l'Hospital General de Toronto parlava ja de l'ús del cobalt-60 com a font de radiació per a unitats de teleteràpia (fins als anys 50 s'havien fer servir equips de radioteràpia de fins 300 kV, que no permetien la irradiació de tumors profunds). Els avantatges que presentava el Co-60 és la seva vida mitjana de 5,27 anys, l'emissió de només un 5% de la seva energia com a electrons i era fàcil de produir.
En general s'accepta que el primer equip es va fabricar a Canadà i que els metges Smith i Errington van tractar el primer malalt el 27 d'octubre de 1951 al Saskatoon Cancer Center. Malgrat això, el mateix any va aparèixer al Am. J. of Radiology un anunci presentant la primera unitat de cobaltoteràpia, fabricada per General Electric per al laboratori d'investigació nuclear d'Oak Ridge i l'hospital MD Anderson de Houston.
A Espanya la primera unitat es va instal·lar l'any 1957 al Sanatorio Ruber de Madrid, un equip AECL (Atomic Energy Canada Limited), model Theratron Junior, amb una font de 3.000 Ci. A Catalunya es va instal·lar l'any 1958 un equip Toshiba a l'Hospital de la Santa Creu i Sant Pau. Poc després es van instal·lar dos equips Theratron Junior, un a la Clínica Pujol i Brull (Dr. Manuel de Caralt) i un altre a la Clínica Corachán.